# 1!2!3!4! ヨロシク!
「1!2!3!4! ヨロシク!」（ワン!ツー!スリー!フォー! ヨロシク!）は、日本の女性アイドルグループ・SKE48の楽曲。作詞は秋元康、作曲はツキダタダシが担当した。2010年11月17日に、SKE48の4作目のシングルとして日本クラウン(CROWN GOLD)から発売された。楽曲のセンターポジションは松井珠理奈と松井玲奈が務めた。

## 背景とリリース
前作から4か月ぶりのシングルで、前作同様「通常盤typeA」「通常盤typeB」「劇場盤」の3形態でのリリースとなった。
シングルのリリースは、SKE48初のツアーとして行われていた「SKE48 汗の量はハンパじゃない」東京公演（SHIBUYA-AX）で発表された。また、この公演で「1!2!3!4! ヨロシク!」と「TWO ROSES」が初披露されている。
表題曲「1!2!3!4! ヨロシク!」は1stシングル「強き者よ」以来となる16人選抜で、これ以降SKE48のシングルでは表題曲は16人選抜となる。なお「強き者よ」のCD収録メンバーは11名だったため、16名での表題曲収録は初めてである。前作の選抜メンバー7人は本作でも選抜となったほか、木本花音・須田亜香里・古川愛李・山田恵里伽が初めての選抜入りとなった。特に木本・山田恵は、研究生として初めて選抜入りした。木下有希子は「青空片想い」以来約8か月ぶり、大矢真那・桑原みずき・中西優香・平松可奈子は「強き者よ」以来約1年3か月ぶりの選抜復帰。
カップリング曲を担当するユニットは、前作「ごめんね、SUMMER」で採用されていた「アンダーガールズA」「アンダーガールズB」に代えて本作から「白組」「紅組」となり、以降もこれが定着する。そのほか、2作振りの（後述の通り松下唯を除く）全員歌唱曲として「そばにいさせて」が収録されたほか、松井珠理奈と松井玲奈の2人による初のユニット「キネクト」による「TWO ROSES」が収録された。怪我により一時休養している松下唯を除くすべてのメンバーが、このシングルのいずれかの曲に参加している。
キャッチコピーは「今までの私たちじゃないよ。ノッテル SKE、参上!」。
前作同様、CD発売に先駆けて表題曲の「1!2!3!4! ヨロシク!」は10月27日から「着うた」で先行配信された。
CDの封入特典として、各通常盤の初回生産分に全国イベント参加引換券とオリジナルトレーディングカード（全16種類のうちランダム1枚）が付けられた。このイベントは名古屋、横浜、大阪、東京、福岡の全国5都市で行われた。

## 音楽性・批評
恋の気持ちをラテンあるいはファンク調に歌った曲である。どちらかと言えば爽やかな「青空片想い」や「ごめんね、SUMMER」とは違って、賑やかな曲、また元気で明るい曲だという。
この曲にはセリフパートがあり、インタビューに答えた松井玲奈によれば、パターンを3つほど録音し、その中から選ばれたという。
『CDジャーナル』は、サウンド・歌詞ともにポジティブで元気いっぱいの曲と評しているほか、サウンドは大人っぽい一方でコーラスやセリフパートはキュートな仕上がりでギャップになっているという。なお、カップリング曲の1つである「TWO ROSES」では恋の「切なさ」が歌われていて、表題曲と対照的になっている。
作曲を手掛けたツキダタダシは、2010年代に入ってももいろクローバーZの「オレンジノート」のほか、Dorothy Little HappyやNMB48などのアイドルソングの制作に名を連ねている。ツキダが受けた『CDジャーナル』の南波一海のインタビューによれば、「1!2!3!4! ヨロシク!」は他のSKE48やNMB48の曲と同じように作曲はコンペ形式で行われ、「ディスコ・ソングで」「テンポはこのくらい」などの指示があった。ツキダはディスコ調の音楽の素養が「まったくなかった」「あれからもう一曲作れと言われても無理だったと思う」と答えており、採用に至ったのにはアレンジャー（編曲：前口渉）の手が加わったことが大きかったという。当初ツキダが制作した原曲は「もうちょっと夜の匂いがする感じ」だったが、インタビュアーの問いに「原曲の要素が欠片も残っていない」と話すように、正反対の明るい曲にアレンジされていて驚いたという。
この曲の振り付けはSKE48らしいパワフルで激しいものになっていて、SKE48の劇場公演のフォーメーションに近いような常に動き回るタイプのもので、フロントのメンバーが次々に代わっていくという。
俳優の杉浦ボッ樹が2010年の秋から11年頃、絶望感でうちひしがれ、どうしたらいいのか分からなくなった事柄が続いた時期に、たまたま『1!2!3!4! ヨロシク!』を聴いて心が楽になり、それからSKE48の曲を聴くようになった。「恥ずかしい話ですが、『1!2!3!4! ヨロシク!』を聴くと涙が出ることが今でもあります」と語っていた。

## アートワーク
| typeA 表  | 木本花音・高柳明音・松井珠理奈・松井玲奈・向田茉夏・矢神久美                                                   |
| typeA 裏  | 「チームキネクト」松井珠理奈・松井玲奈                                                                         |
| typeB 表  | 石田安奈・大矢真那・木﨑ゆりあ・木下有希子・桑原みずき・須田亜香里・中西優香・平松可奈子・古川愛李・山田恵里伽 |
| typeB 裏  | 「チームキネクト」松井珠理奈・松井玲奈                                                                         |
| 劇場盤 表 | 「1!2!3!4! ヨロシク!」選抜メンバー16人                                                                         |
| 劇場盤 裏 | 「チームキネクト」松井珠理奈・松井玲奈                                                                         |

## チャート成績
「1!2!3!4! ヨロシク!」は、発売前日（集計初日）の2010年11月16日付オリコンデイリーチャートで推定売上枚数約8.6万枚を記録し、初登場で2位にランクインした。
その後、2010年11月29日付オリコン週間シングルチャートで前作の2倍近い初動売上約12万枚を記録し、KAT-TUNの「CHANGE UR WORLD」に次いで当時の自己最高となる初登場2位にランクインした。また同チャートへのランクイン回数は通算30回となっている。
2010年のオリコン年間シングルチャートでは売上枚数144,973枚を記録し、41位にランクインした。

## ミュージック・ビデオ
「1!2!3!4! ヨロシク!」のPVは、仙台市の常盤木学園高等学校で撮影された。パーティーのような感じの演出で、1カットが短く次々に場面が切り替わっていく形の構成になっている。撮影は発売2か月前の9月に行われ、同校の生徒500名が出演したほか、サンバ姿のダンサーらが出演している。
常盤木学園高校との間では、半年後の2011年3月に発生した東日本大震災に際してSKE48側が公式サイトに同校へのメッセージを掲載したり、2011年7月にはツアーの合間にSKE48メンバーが同校を訪問して在校生らと交流するなどしている。
「コスモスの記憶」のPVは、埼玉県久喜市の久喜市立鷲宮西中学校でそれぞれ撮影された。

## メディアでの使用
東海テレビで放送され、SKE48が主演したドラマ『モウソウ刑事!』の主題歌として使用された。
また、Microsoftのゲーム機Xbox 360用デバイス『Kinect』のCMソングとしても使用された。「TWO ROSES」を歌うキネクト（チームキネクト）はこのタイアップのために期間限定ユニットとして結成されており、CMには松井珠理奈と松井玲奈の2人が出演した。2010年10月4日からCM第1弾、10月15日からはアバターが2人と連動したCM第2弾が放送された。
広島テレビの夕方ワイド番組『テレビ派』のコーナー『街かど脳トレ』のシンキングタイムでこの曲が60秒間流れている。

## カバー
「1!2!3!4! ヨロシク!」は"1!2!3!4! Yoroshiku!"のタイトルでJKT48にカバーされており、2013年7月発売の2ndシングル"Yuuhi wo Miteiruka? - Apakah Kau Melihat Mentari Senja? -"にも収録されている。

## シングル収録トラック

### 通常盤typeA
| #         | タイトル                            | 作詞      | 作曲         | 編曲      | 時間  |
| --------- | ----------------------------------- | --------- | ------------ | --------- | ----- |
| 1.        | 「1!2!3!4! ヨロシク!」              | 秋元康    | ツキダタダシ | 前口渉    | 5:07  |
| 2.        | 「TWO ROSES」(キネクト)             | 秋元康    | 大貫和紀     | 高島智明  | 4:50  |
| 3.        | 「コスモスの記憶」(白組)            | 秋元康    | 小川コータ   | 原田ナオ  | 3:47  |
| 4.        | 「1!2!3!4! ヨロシク!（off vocal）」 |           |              |           | 5:07  |
| 5.        | 「TWO ROSES（off vocal）」          |           |              |           | 4:50  |
| 6.        | 「コスモスの記憶（off vocal）」     |           |              |           | 3:43  |
| 合計時間: | 合計時間:                           | 合計時間: | 合計時間:    | 合計時間: | 27:24 |

| #  | タイトル                          | 作詞 | 作曲・編曲 |
| -- | --------------------------------- | ---- | ---------- |
| 1. | 「1!2!3!4! ヨロシク! Music Clip」 |      |            |
| 2. | 「TWO ROSES Music Clip」          |      |            |
| 3. | 「コスモスの記憶 Music Clip」     |      |            |

### 通常盤typeB
| #         | タイトル                            | 作詞      | 作曲         | 編曲      | 時間  |
| --------- | ----------------------------------- | --------- | ------------ | --------- | ----- |
| 1.        | 「1!2!3!4! ヨロシク!」              | 秋元康    | ツキダタダシ | 前口渉    | 5:07  |
| 2.        | 「TWO ROSES」(キネクト)             | 秋元康    | 大貫和紀     | 高島智明  | 4:50  |
| 3.        | 「青春は恥ずかしい」(紅組)          | 秋元康    | 福富雅之     | 福富雅之  | 4:11  |
| 4.        | 「1!2!3!4! ヨロシク!（off vocal）」 |           |              |           | 5:07  |
| 5.        | 「TWO ROSES（off vocal）」          |           |              |           | 4:50  |
| 6.        | 「青春は恥ずかしい（off vocal）」   |           |              |           | 4:11  |
| 合計時間: | 合計時間:                           | 合計時間: | 合計時間:    | 合計時間: | 28:16 |

| #  | タイトル                          | 作詞 | 作曲・編曲 |
| -- | --------------------------------- | ---- | ---------- |
| 1. | 「1!2!3!4! ヨロシク! Music Clip」 |      |            |
| 2. | 「TWO ROSES Music Clip」          |      |            |
| 3. | 「青春は恥ずかしい Music Clip」   |      |            |

### 劇場盤
| #         | タイトル                            | 作詞      | 作曲         | 編曲      | 時間  |
| --------- | ----------------------------------- | --------- | ------------ | --------- | ----- |
| 1.        | 「1!2!3!4! ヨロシク!」              | 秋元康    | ツキダタダシ | 前口渉    | 5:07  |
| 2.        | 「TWO ROSES」(キネクト)             | 秋元康    | 大貫和紀     | 高島智明  | 4:50  |
| 3.        | 「そばにいさせて」                  | 秋元康    | YORI         | 樫原伸彦  | 6:14  |
| 4.        | 「1!2!3!4! ヨロシク!（off vocal）」 |           |              |           | 5:07  |
| 5.        | 「TWO ROSES（off vocal）」          |           |              |           | 4:50  |
| 6.        | 「そばにいさせて（off vocal）」     |           |              |           | 6:13  |
| 合計時間: | 合計時間:                           | 合計時間: | 合計時間:    | 合計時間: | 32:01 |

## 選抜メンバー
- 石田安奈
- 大矢真那
- 木﨑ゆりあ
- 木下有希子
- 木本花音
- 桑原みずき
- 須田亜香里
- 高柳明音
- 中西優香
- 平松可奈子
- 古川愛李
- 松井珠理奈
- 松井玲奈
- 向田茉夏
- 矢神久美
- 山田恵里伽